# Addyston
Addyston ist ein Vorort von Cincinnati im amerikanischen Bundesstaat Ohio, das als Village eine eigenständige Verwaltungseinheit bildet. Addyston liegt im County Hamilton. Das U.S. Census Bureau hat bei der Volkszählung 2020 eine Einwohnerzahl von 927 ermittelt.
Das historische Zentrum von Addyston wurde 1991 in das National Register of Historic Places (NRHP) aufgenommen. Damit wurden mehr als 300 Gebäude aus der Zeit der Besiedlung Ohios durch Weiße unter Denkmalschutz gestellt.

## Geographie
Addystons geographische Koordinaten sind 39° 8′ N, 84° 43′ W (39,138292, −84,713204). Der Ort liegt am Ohio River.
Nach den Angaben des United States Census Bureaus hat die Ortschaft eine Fläche von 2,4 km², wovon 2,3 km² auf Land und 0,1 km² (= 4,40 %) auf Gewässer entfallen.

## Geschichte
Addyston war schon seit 1789 durch Weiße besiedelt, die Gemeinde wurde jedoch erst 1891 von Matthew Addy aus Cincinnati gegründet, der hier 1889 eine Gießerei für Rohre eröffnete, die Addyston Pipe and Steel Company. Der Ortsname geht auf den Gründer zurück. Die Gießerei der Addyston Pipe and Steel Company war bis zur Mitte des 20. Jahrhunderts das wichtigste Unternehmen vor Ort. 1899 wurde die Addyston Pipe and Steel Company mit 11 anderen Firmen zur „United States Cast Iron Pipe and Foundry Company“ zusammengeschlossen, die später in U.S. Pipe aufging. Heute werden in Addyston keine Röhren mehr gegossen.

## Demographie
Zum Zeitpunkt des United States Census 2000 bewohnten Addyston 1010 Personen. Die Bevölkerungsdichte betrug 448,2 Personen pro km². Es gab 408 Wohneinheiten, durchschnittlich 181,1 pro km². Die Bevölkerung Addystons bestand zu 87,82 % aus Weißen, 8,42 % Schwarzen oder African American, 0,50 % Native American, 0,40 % Asian, 0 % Pacific Islander, 1,09 % gaben an, anderen Rassen anzugehören und 1,78 % nannten zwei oder mehr Rassen. 1,78 % der Bevölkerung erklärten, Hispanos oder Latinos jeglicher Rasse zu sein.
Die Bewohner Addystons verteilten sich auf 365 Haushalte, von denen in 40,5 % Kinder unter 18 Jahren lebten. 44,1 % der Haushalte stellten Verheiratete, 24,1 % hatten einen weiblichen Haushaltsvorstand ohne Ehemann und 26,3 % bildeten keine Familien. 24,1 % der Haushalte bestanden aus Einzelpersonen und in 7,1 % aller Haushalte lebte jemand im Alter von 65 Jahren oder mehr alleine. Die durchschnittliche Haushaltsgröße betrug 2,77 und die durchschnittliche Familiengröße 3,22 Personen.
Die Bevölkerung verteilte sich auf 31,7 % Minderjährige, 8,8 % 18–24-Jährige, 31,4 % 25–44-Jährige, 18,0 % 45–64-Jährige und 10,1 % im Alter von 65 Jahren oder mehr. Das Durchschnittsalter betrug 31 Jahre. Auf jeweils 100 Frauen entfielen 98,0 Männer. Bei den über 18-Jährigen entfielen auf 100 Frauen 92,2 Männer.
Das mittlere Haushaltseinkommen in Addyston betrug 33.000 US-Dollar und das mittlere Familieneinkommen erreichte die Höhe von 34.808 US-Dollar. Das Durchschnittseinkommen der Männer betrug 29.583 US-Dollar, gegenüber 25.536 US-Dollar bei den Frauen. Das Pro-Kopf-Einkommen belief sich auf 13.266 US-Dollar. 11,6 % der Bevölkerung und 9,2 % der Familien hatten ein Einkommen unterhalb der Armutsgrenze, davon waren 14,4 % der Minderjährigen und 14,8 % der Altersgruppe 65 Jahre und mehr betroffen.